# Paramoråttor
Paramoråttor (Thomasomys) är ett släkte i familjen hamsterartade gnagare med cirka 35 arter som förekommer i Sydamerika.

## Utseende
Arterna når en kroppslängd (huvud och bål) av 9 till 23 cm och en svanslängd av 8,5 till 33 cm. Den minsta arten har en vikt av 60 till 135 gram och den tyngsta arten väger 165 till 335 gram. Pälsens färg på ovansidan är beroende på art och varierar mellan smutsig gul, röd, olivgrön, grå, brun och svart. Undersidan är oftast men inte alltid lite ljusare. Svansen är allmänt längre än övriga kroppen och sparsamt täckt med hår.
Endast efter kroppsformen är det svårt att skilja paramoråttor från sydamerikanska klätterråttor (Rhipidomys). Tydliga skillnader finns i skallens och tändernas konstruktion.

## Ekologi
Habitatet utgörs främst av bergsskogar vid Andernas östra sida. Beroende på art vistas individerna i träd och buskar eller på marken. Därför kan boet vara en hålighet i marken eller en konstruktion av växtdelar.

## Arter, utbredning och status
IUCN listar 36 arter i släktet:
- Thomasomys apeco hittas vid berget San Martin i Peru, den listas av IUCN som sårbar (VU).
- Thomasomys aureus förekommer från västra Venezuela till Bolivia, den är livskraftig (LC).
- Thomasomys baeops lever i västra Colombia och i Ecuador, är livskraftig.
- Thomasomys bombycinus är endemisk för ett mindre område i Colombia, den listas med kunskapsbrist (DD).
- Thomasomys caudivarius hittas i Ecuador och norra Peru, är livskraftig.
- Thomasomys cinereiventer förekommer i västra Colombia, är livskraftig.
- Thomasomys cinereus lever i norra Peru, är livskraftig.
- Thomasomys cinnameus finns i Ecuador och sydligaste Colombia, är livskraftig.
- Thomasomys daphne hittas i södra Peru och västra Bolivia, är livskraftig.
- Thomasomys eleusis är endemisk för norra Peru, är livskraftig.
- Thomasomys erro lever i centrala Ecuador, är livskraftig.
- Thomasomys gracilis förekommer bara i södra Peru, den listas som nära hotad (NT).
- Thomasomys hudsoni har ett mindre utbredningsområde i södra Ecuador, listas med kunskapsbrist (DD).
- Thomasomys hylophilus finns bara i gränsområdet mellan Venezuela och Colombia, den räknas som starkt hotad (EN).
- Thomasomys incanus lever i centrala Peru, listas som sårbar (VU).
- Thomasomys ischyrus förekommer från norra till centrala Peru, listas likaså som sårbar.
- Thomasomys kalinowskii hittas i centrala Peru, den listas som sårbar.
- Thomasomys ladewi lever i västra Bolivia, den är livskraftig.
- Thomasomys laniger finns i Colombia och Venezuela, den är livskraftig.
- Thomasomys macrotis har ett mindre utbredningsområde i Peru, den listas som sårbar.
- Thomasomys monochromos förekommer i nordöstra Colombia, den är starkt hotad.
- Thomasomys niveipes hittas i centrala Colombia, den är livskraftig.
- Thomasomys notatus lever i sydcentrala Peru, den är livskraftig.
- Thomasomys onkiro är endemisk för centrala Peru och beskrevs så sent som 2002, den listas som sårbar.
- Thomasomys oreas förekommer i södra Peru och västra Bolivia, den är livskraftig.
- Thomasomys paramorum hittas i Ecuador och sydligaste Colombia, den är livskraftig.
- Thomasomys popayanus finns vid två ställen i Colombia, den listas med kunskapsbrist.
- Thomasomys praetor har ett mindre utbredningsområde i norra Peru, listas med kunskapsbrist.
- Thomasomys pyrrhonotus lever i södra Ecuador och norra Peru, är sårbar.
- Thomasomys rhoadsi förekommer i norra Ecuador, är livskraftig.
- Thomasomys rosalinda är endemisk för norra Peru, listas med kunskapsbrist.
- Thomasomys silvestris hittas i norra Ecuador, är livskraftig.
- Thomasomys taczanowskii har sitt utbredningsområde i norra Peru, är livskraftig.
- Thomasomys ucucha finns i norra Ecuador och beskrevs 2003, är sårbar.
- Thomasomys vestitus lever i västra Venezuela, är livskraftig.
- Thomasomys vulcani förekommer i norra Ecuador, listas med kunskapsbrist.